# Crise Síria de 1957
A Crise Síria de 1957 foi um período de confrontos diplomáticos graves durante a Guerra Fria que envolveram a Síria e a União Soviética, por um lado, e os Estados Unidos e seus aliados, incluindo a Turquia e o Pacto de Bagdá, por outro.
As tensões começaram em 18 de agosto  quando o governo sírio fez uma série de mudanças institucionais provocativas, tais como a nomeação do coronel Afif al-Bizri como chefe do Estado-Maior do exército sírio, que era acusado pelos governos ocidentais de ser um simpatizante soviético. A suspeita de que uma revolução comunista estava ocorrendo em Damasco se tornou maior, o que levou os vizinhos Iraque, Jordânia e Líbano a considerar apoiar uma intervenção militar árabe ou ocidental para derrubar o governo sírio. A Turquia foi o único país a intervir através da implantação de milhares de soldados ao longo da fronteira sírio-turca. Nikita Khrushchev ameaçou que iria lançar mísseis contra a Turquia se atacasse a Síria, enquanto os Estados Unidos afirmaram que poderiam atacar a União Soviética, em resposta a um ataque à Turquia. A crise terminou no final de outubro, quando a Turquia concordou em cessar as suas operações nas fronteiras na sequência de pressões por parte dos Estados Unidos,  e quando Khrushchev fez uma visita inesperada à embaixada turca em Moscou. 
Os eventos são amplamente vistos como um grande fracasso da Doutrina Eisenhower, que ressaltava que os Estados Unidos poderiam intervir militarmente em nome de um aliado no Oriente Médio para lutar contra o "comunismo internacional". 